# Karakalpaki
Karakalpaki (karakalpaško Qaraqalpaqlar, Қарақалпақлар, قاراقلپقلر) so turška (kipčaška) etnična skupina iz Karakalpakstana v severnozahodnem Uzbekistanu. V 18. stoletju so se naselili v spodnjem toku Amu Darje in v njeni (nekdanji) delti na južni obali Aralskega jezera. Ime »Karakalpak« izvira iz dveh besed: qara, kar pomeni črn in qalpaq, kar pomeni klobuk. Karakalpakov je po vsem svetu skoraj 620.000, od tega jih približno 500.000 živi v uzbekistanski Republiki Karakalpakstan.

## Etimologija imena
Beseda »karakalpak« izhaja iz ruskega ciriličnega črkovanja njihovega imena in je postala sprejeto ime za to skupino na Zahodu. Karakalpaki se endonimsko imenujejo Qaraqalpaqs, Uzbeki pa jih imenujejo Qoraqalpoqi. Beseda pomeni »črni klobuk« in je v preteklosti povzročila večjo zmedo, saj so jih zgodovinarji povezovali z ljudstvi, kot so črni klobuki, ki so v slovanskem govoru nosili občno ime črni klobuk. Klobuk karakul je narejen iz krzna karakulskih ovac, ki izvira iz Srednje Azije z arheološkimi dokazi, ki kažejo na to, da se pasma tam nenehno vzgaja od leta 1400 pr. n. št. Pasma je dobila ime po mestu Qorakoʻl v Buharski oblasti v Uzbekistanu.

## Zgodovina
Številna poročila še naprej povezujejo današnje Karakalpake s turško konfederacijo, znano kot črni klobuki s konca 11. stoletja, katere ime v ruščini tudi pomeni »črni klobuk«. Črni klobuki so bile najemniške vojaške enote Kijevske Rusije. Razen dejstva, da imajo njuni imeni enak pomen, ni arheoloških ali zgodovinskih dokazov, ki bi povezovali ti dve skupini.
Karakalpaki, Uzbeki in Kazahi veljajo za podskupine iste Uzbeške konfederacije, ki je nastala v 15. stoletju po razpadu Džingiskanovega imperija in propadu Zlate horde. Karakalpaška skupina je nastala v 17. stoletju kot posledica odcepa od Kazaške konfederacije.
Nedavni arheološki dokazi kažejo, da so se Karakalpaki morda oblikovali kot konfederacija različnih plemen v nekem času v poznem 15. ali 16. stoletju na nekem mestu vzdolž Sir Darje ali njenega južnega izliva Žani Darja, v bližini Kazahov iz Male Horde. To bi pojasnilo, zakaj so njihov jezik, običaji in materialna kultura tako podobni tistim pri Kazahih.

## Geografska porazdelitev
Karakalpaško prebivalstvo je večinoma omejeno na osrednji del Karakalpakstana, ki ga namaka Amu Darja. Največje skupnosti živijo v Nukusu, glavnem mestu Karakalpakstana, in okoliških velikih mestih, kot so Hodželi, Šimbaj, Tahtaitaš, Šomanaj in Kungrad. Čeprav njihova domovina nosi njihovo ime, Karakalpaki niso največja etnična skupina, ki živi v Karakalpakstanu. Vse bolj jih prekašajo Uzbeki, od katerih jih mnoge spodbujajo, da se preselijo v bogato kmetijsko regijo okrog Turtkula in Berunija.
Podeželski Karakalpaki večinoma živijo na nekdanjih kolektivnih ali državnih kmetijah, ki so bile večinoma nedavno privatizirane. Številne podeželske Karakalpake je resno prizadelo izsušitev Aralskega jezera, ki je uničilo krajevno ribiško industrijo skupaj z večjim delom pašnikov in kmetijskih zemljišč na severu delte. Karakalpaki nimajo kam. Večino Karakalpakstana zavzema puščava – Kizil Kum na vzhodni strani, neplodna planota Ustjurt na zahodu in zdaj rastoči Aralkum na severu, nekoč dno nekdanjega Aralskega jezera.

## Kultura

### Jezik in pisava
Karakalpaški jezik pripada kipčaško-nogajski skupini turških jezikov, ki vključujejo tudi kazaški in nogajski jezik. Govorjeni karakalpaški jezik ima dve narečji – severovzhodno in jugozahodno. Pisani karakalpaški jezik uporablja tako spremenjeno obliko cirilice kot latinske abecede, pri čemer je bila prva standardna v času Sovjetske zveze, druga pa po vzoru uzbekistanske prenove abecede za uzbeščino. Pred Sovjetsko zvezo je bil karakalpaški jezik redko zapisan, ko pa je bil, je uporabljal spremenjeno obliko perzijsko-arabske abecede.
Zaradi geografije in zgodovine Karakalpakov so na karakalpaški jezik vplivali uzbeški, mongolski, tadžiški in ruski jezik. Tisti, ki govorijo dvojezično v obeh jezikih, pogosto govorijo karakalpaško-uzbeški pidžin.

### Religija
Karakalpaki so predvsem privrženci hanafijskega madhaba sunitskega islama. Verjetno so sprejeli islam med 10. in 13. stoletjem, v obdobju, ko so se prvič pojavili kot posebna etnična skupina.
Derviški redovi, kot so Nakšbandija, Kubravija, Jasavi in Kalandarija, so v regiji precej pogosti. Verski red, ki je vzpostavil najmočnejši odnos z ljudmi v regiji, je Kubravija s šiitskimi privrženci.
Čeprav so leta 1914 zabeležili 553 mošej, jih danes ni toliko. Preostale mošeje se nahajajo v Nukusu, Tortkulu, Hodželiju in Šimbaju. Vendar pa številne karakalpaške mule uporabljajo svoje domove za džuma-namaze (petkove molitve).